# 索斯尼沃奇卡
49°58′47″N 26°33′24″E / 49.97972°N 26.55667°E
索斯尼沃奇卡（烏克蘭語：Соснівочка），是烏克蘭西部的村莊，隸屬赫梅利尼茨基州的舍佩蒂夫卡區。該村始建於1570年，面積0.02平方公里，海拔高度261米，2001年人口41，人口密度每平方公里1,708.3人。